# Tristan Dingomé
Tristan Dingomé (Les Ulis, 17 februari 1991) is een Frans voetballer die doorgaans als middenvelder speelt. Hij staat sinds juli 2018 onder contract bij Stade de Reims.

## Clubcarrière
Dingomé komt uit de jeugdacademie van AS Monaco. Op 17 oktober 2011 debuteerde hij in de Ligue 2 in de uitwedstrijd tegen EA Guingamp. Tijdens het seizoen 2013/14 speelde hij op uitleenbasis voor Le Havre. Op 17 juli 2014 tekende hij een driejarig contract bij Royal Mouscron-Péruwelz. Tien dagen later debuteerde hij voor Royal Mouscron-Péruwelz in de Jupiler Pro League tegen RSC Anderlecht, dat met 3-1 won van de promovendus.
Na twee seizoenen bij Moeskroen keerde hij terug naar Frankrijk, waar hij voor tweedeklasser Troyes AC tekende. Met de club promoveerde hij in zijn eerste seizoen al naar de Ligue 1. In zijn eerste seizoen op het Franse hoogste niveau speelde hij 14 competitiewedstrijden. Het leverde hem een transfer naar reeksgenoot Stade de Reims op.